# Beurre d'Ardenne
Pour les articles homonymes, voir Beurre (homonymie).
Le beurre d'Ardenne est un beurre produit dans l'Ardenne belge. C'est le seul en Belgique à avoir reçu le label européen d'Appellation d'origine protégée, en 1996. 
L'appellation d'origine « beurre d'Ardenne » est reconnue par l'arrêté royal du 18 décembre 1984.
Le beurre d'Ardenne est élaboré à partir de lait de vache provenant d'une région délimitée de l'Ardenne belge, et dont le barattage et la maturation doivent obligatoirement s'effectuer dans cette aire géographique.

## Localisation du terroir
Il est essentiellement produit en Région wallonne, dans la province de Luxembourg ainsi que dans certaines communes d'autres provinces wallonnes, la province de Namur (communes de Beauraing, Dinant, Gedinne et Rochefort) et la province de Liège (communes de Hamoir, Louveigné, Malmedy, Saint-Vith, Spa et Stavelot).

## Composition
Le beurre d'Ardenne répond aux spécificités de la législation belge. Le beurre doit être obtenu à partir du seul barattage du lait, de la crème ou d'un mélange des deux. Le beurre ainsi obtenu doit contenir 82 % de butyrine que l'on trouve dans le beurre, qui est un acide carboxylique saturé. Le restant est composé d'éléments non gras provenant de la crème (lactose, acide lactique, sels minéraux, protéines diverses et eau).

## Sources
1. ↑  « Arrêté royal modifiant l'arrêté royal du 18 décembre 1984 reconnaissant l'appellation d'origine Beurre d'Ardenne et fixant les conditions que doit réunir ce produit pour être fabriqué, offert en vente ou vendu sous cette appellation (du 6 mai 1985), Belgique, WIPO Lex », sur www.wipo.int (consulté le 16 avril 2025)